# Championnats du monde de gymnastique artistique 1926
Navigation
Édition précédente Édition suivante
Les 8e championnats du monde de gymnastique artistique ont eu lieu à Lyon en 1926.

## Résultats

### Concours par équipes
| Rang               | Pays | Points |
| ------------------ | --- | ------ |
| Médaille d'or      | Tchécoslovaquie Josef Effenberger, Jan Gajdos, Jan Karafiát, Frantisek Pechácek, Ladislav Riessner, Bedrich Supcik, Ladislav Vácha, Václav Vesely    | -      |
| Médaille d'argent  | Royaume des Serbes, Croates et Slovènes Stane Derganc, Miha Osvald, Josip Primožič, Leon Štukelj, Peter Šumi, Srecko Srsen, Stane Vidmar, Oton Zupan | -      |
| Médaille de bronze | France François Gangloff, Marcel Gorisse, Jean Gounot, Ernest Heeb, Alfred Krauss, Armand Solbach                                                    | -      |

### Concours général individuel
| Rang               | Pays            | Gymnaste                | Points  |
| ------------------ | --------------- | ----------------------- | ------- |
| Médaille d'or      | Yougoslavie     | Petar Sumi              | 168,550 |
| Médaille d'argent  | Tchécoslovaquie | Jule Joseph Effenberger | 168,288 |
| Médaille de bronze | Tchécoslovaquie | Ladislav Vacha          | 165,046 |

### Finales par engins

#### Cheval d'arçons
| Rang               | Pays            | Gymnaste       | Points |
| ------------------ | --------------- | -------------- | ------ |
| Médaille d'or      | Tchécoslovaquie | Jan Karafiat   | -      |
| Médaille d'argent  | Tchécoslovaquie | Jan Gajdos     | -      |
| Médaille de bronze | Tchécoslovaquie | Ladislav Vacha | -      |

#### Anneaux
| Rang               | Pays            | Gymnaste       | Points |
| ------------------ | --------------- | -------------- | ------ |
| Médaille d'or      | Yougoslavie     | Leon Štukelj   | -      |
| Médaille d'argent  | Tchécoslovaquie | Ladislav Vacha | -      |
| Médaille de bronze | Tchécoslovaquie | Bedrich Supcik | -      |

#### Barres parallèles
| Rang               | Pays            | Gymnaste       | Points |
| ------------------ | --------------- | -------------- | ------ |
| Médaille d'or      | Tchécoslovaquie | Ladislav Vacha | -      |
| Médaille d'argent  | Tchécoslovaquie | Jan Gajdos     | -      |
| Médaille de bronze | Yougoslavie     | Leon Stucklej  | -      |

#### Barre fixe
| Rang               | Pays            | Gymnaste       | Points |
| ------------------ | --------------- | -------------- | ------ |
| Médaille d'or      | Yougoslavie     | Leon Štukelj   | -      |
| Médaille d'argent  | Yougoslavie     | Josip Primozić | -      |
| Médaille de bronze | Tchécoslovaquie | Ladislav Vacha | -      |

## Tableau des médailles
| Rang | Nation                                  | Or | Argent | Bronze | Total |
| ---- | --------------------------------------- | -- | ------ | ------ | ----- |
| 1    | Tchécoslovaquie                         | 3  | 4      | 4      | 11    |
| 2    | Royaume des Serbes, Croates et Slovènes | 3  | 2      | 1      | 6     |
| 3    | France                                  | 0  | 0      | 1      | 1     |